# Firmi
Firmi é uma comuna francesa na região administrativa de Occitânia, no departamento de Aveyron. Estende-se por uma área de 29,13 km². Em 2010 a comuna tinha 2 441 habitantes (densidade: 83,8 hab./km²).